# Dicallaneura sigyra
Dicallaneura sigyra är en fjärilsart som beskrevs av Hans Fruhstorfer 1914. Dicallaneura sigyra ingår i släktet Dicallaneura och familjen Riodinidae. Inga underarter finns listade i Catalogue of Life.